# Berdiš
Berdiš je vrsta oružja na motki korištena u 16. i 17. st. u Istočnoj Europi, iako se slična oružja pojavljuju i u srednjem vijeku pred kraj 13. st.
Berdiš se razvio iz danske sjekire i njezine kasnije inačice s dugačkom drškom. U 16. st. je postao oružje povezano sa Strijelcima (Ruska garda naoružana vatrenim oružjem) koji bi ih koristili da im drži cijev puške dok ciljaju.
Oštrica je bila u obliku polumjeseca i postavljena uspravno, usporedno s motkom. Bila je spojena za motku na sredini i donjim vrškom. Gornji se mogao koristiti za ubadanje. Bila je duga oko 60 cm ili više, dok je motka bila duga do 1,5 m. To je ostavljalo relativno uzak prostor za ruke u usporedbi s ostalim sličnim oružjima, pa se berdiš stoga više oslanjao na masu svoje oštrice nego na sam zamah da bi napravio što veću štetu.